# أنكور جين
أنكور جين (من مواليد 1990)  هو رجل أعمال أمريكي ومستثمر ومؤسس ورئيس تنفيذي لشركة كايروس.    كان سابقًا مؤسس والرئيس التنفيذي لشركة التكنولوجيا هيومن  التي اشترتها تيندر في عام 2016. بعد عملية الاستحواذ شغل منصب نائب رئيس الإنتاج لـ تيندر  حتى مايو 2017.
جين ضيف متكرر على سي إن بي سي     وشبكة فوكس بيزنس.    في أكتوبر 2017 تم اختياره كقائد عالمي شاب من قبل المنتدى الاقتصادي العالمي. وقد سميّ «أفضل متصل بعمر الـ21 عاماً في العالم» من قبل مجلة «إنك»   وسميّ في قائمة «30 تحت 30» من قبل مجلة فوربس،  وكذلك قوائم مماثلة من قبل شركة «إنك»  و كريستيان ساينس مونيتور.

## حياته
وُلد أنكور جين في مدينة بلفيو بواشنطن، وهي جزء من منطقة سياتل.  نشأ وترعرع في ريدموند بواشنطن ووالديه هما آنو ونفين جين، وكلاهما من رواد الأعمال في صناعة التكنولوجيا.  في سن 11 كان قد أنشأ موقع MyOnlineQuiz.com.
التحق جين بكلية وارتون بجامعة بنسلفانيا.  

## مهنة
في عام 2008 أسس جمعية كايروس، وهي حاضنة لأصحاب المشاريع الشباب.   من خلال كايروس حدد جين رواد الأعمال الخارجين من الجامعات وعمل معهم لإطلاق مشاريع جديدة لمعالجة القضايا في مجالات مثل الرعاية الصحية والمياه النظيفة والنقل العالمي والتعليم. اعتبارًا من مايو 2017 استمرت الشركات الخارجة من برنامج كايروس في جمع ما يزيد عن 600 مليون دولار وبلغت قيمتها الإجمالية أكثر من 3 مليارات دولار.  كما تم اختيار مجتمع كايروس كشريك في شراكة الرئيس الأمريكي باراك أوباما الناشئة. 
في عام 2012، غادر جين ليصبح مؤسس والرئيس التنفيذي لشركة التكنولوجيا هيومن.   قامت الشركة التي تتخذ من سان فرانسيسكو مقراً لها بتطوير دفتر عناوين جديد قام بتنظيم جهات الاتصال عن طريق الإشارات السياقية مثل المكان الذي يجتمع فيه الأشخاص، والمكان الذي يعيشون فيه، وماذا يفعلون.  جمع جين 15 مليون دولار لصالح هيومن قبل أن تستحوذ تيندر على الشركة في عام 2016. 
بعد الاستحواذ بقي جين في منصب نائب رئيس الإنتاج في تيندر.    يشاع أنه كان وراء تطوير تيندر سيليكت وهي نسخة من تيندر للمشاهير والشخصيات العامة.
غادر تيندر في مايو 2017 للانضمام إلى كايروس وإطلاق صندوق استثمار جديد بقيمة 25 مليون دولار يركز على بناء حلول لقضايا مثل ديون الطلاب والإسكان الميسور ورعاية الأطفال والاحتفاظ بالعمال. ومنذ إعلان الصندوق ساعد جين في إطلاق شركة تدعى راينو لتحل محل الودائع الأمنية برسوم شهرية منخفضة. وقد شارك أيضًا مع شركة سيرا الناشئة في المملكة المتحدة لتقديم الرعاية المنزلية للمسنين.  

## روابط خارجية
- الموقع الرسمي